# Frank Utzerath
Frank Bruno Utzerath (* 1967 in Bonn) ist ein deutscher Brigadegeneral des Heeres der Bundeswehr und wird seit April 2025 im  Bundesamt für Ausrüstung, Informationstechnik und Nutzung der Bundeswehr verwendet.

## Ausbildung und erste Verwendungen
Nach dem Abitur trat Utzerath im Oktober 1986 als Soldat in die Bundeswehr ein. Nach dem Wechsel in die Laufbahn der Offiziere und der damit verbundenen Offizierausbildung im 58. Offizieranwärter-Jahrgang in der Fernmeldetruppe studierte er an der Universität der Bundeswehr in Hamburg. Es folgten eine dreijährige Verwendung als Kompaniechef der 4./Fernmeldebataillon 10 in der Graf-Stauffenberg-Kaserne in Sigmaringen und vier Jahre als Personaloffizier im Stab der Führungsunterstützungsbrigade 900 in Rheinbach.

## Dienst als Stabsoffizier
Von Oktober 2002 bis Oktober 2004 nahm Utzerath am 45. Lehrgang Generalstabsdienst/Admiralstabsdienst national (LGAN) an der Führungsakademie der Bundeswehr (FüAkBw) in Hamburg teil. Es folgten Verwendungen als Referent im Bundesministerium der Verteidigung beim Führungsstab der Streitkräfte (Fü S), Stabsabteilung VI (Planung) und von 7. März 2008 bis 16. April 2010 als Bataillonskommandeur des Führungsunterstützungsbataillons 282 in Kastellaun. Von 2010 bis 2016 kamen weitere Ministerialverwendungen als Grundsatzreferent bei Führungsstab des Heeres (Fü H), Referat I 2 (Personalplanung, -haushalt, -lage; Reservistenangelegenheiten), als Referatsleiter im Stab des Inspekteurs des Heeres und im Kommando Heer hinzu. Im April 2016 wurde Utzerath Unterabteilungsleiter im Planungsamt der Bundeswehr und war ab April 2018 im Bundesministerium der Verteidigung Referatsleiter Planung II 5 (Fähigkeitsentwicklung Domäne Unterstützung).

## Dienst als General
Am 1. Oktober 2019 wurde Utzerath, ohne eine Vorverwendung im MAD gehabt zu haben, militärischer Vizepräsident des Militärischen Abschirmdienstes. Auf diesem Dienstposten wurde er zum Brigadegeneral ernannt. Im April 2023 wurde er Unterabteilungsleiter Planung II im Bundesministerium der Verteidigung in Bonn. Am gleichen Ort übernahm er im April 2024 die Aufgabe als „Beauftragter Planung Zeitenwende“, bevor im April 2025 ans Bundesamt für Ausrüstung, Informationstechnik und Nutzung der Bundeswehr versetzt wurde.

## Einsätze
- 2005: sechs Monate im Hauptquartier KFOR der NATO